# La Razón

Logo van La Razón

La Razón (Spaans voor "de rede", "het verstand") is een conservatief en monarchistisch Spaans landelijk dagblad.

## Beschrijving
La Razón werd in 1998 opgericht door de Spaanse schrijver en journalist Luis María Ansón (1935), die daarvoor vijftien jaar lang directeur van het dagblad ABC was geweest. La Razón maakt deel uit van de mediamultinational Grupo Planeta. De hoofdredactie van het dagblad zetelt in Madrid, maar La Razón heeft ook kantoren in Barcelona, Murcia, Sevilla, Valencia en Valladolid, waar de krant lokale edities uitbrengt. In 2016 bedroeg de gemiddelde verkochte oplage van La Razón 107.197 exemplaren, waarmee de krant een van de grootste van Spanje is.